# Catherine Oxenberg
Catherine Oxenberg (Nueva York, 22 de septiembre de 1961) es una actriz estadounidense, conocida por haber interpretado el personaje de Amanda Carrington en la serie Dinastía y por su ascendencia aristocrática.

## Familia
Es descendiente de zares y emperadores rusos (entre ellos, sus homónimas Catalina I y Catalina II), reyes de Prusia, reyes de Dinamarca y Jorge I de Grecia, y con una línea femenina conocida que se remonta al XIII.
Hija de la princesa Isabel Karađorđević de Yugoslavia y de su primer marido, el norteamericano Howard Oxenberg (1919-2010). Catherine es nieta por vía materna del príncipe Pablo Karađorđević de Yugoslavia (que fue regente durante la minoría de edad de su sobrino el rey Pedro II de Yugoslavia) y de la princesa Olga de Grecia y Dinamarca. Está doblemente emparentada con la Casa Real del Reino Unido, ya que su abuela Olga de Grecia era hermana de la princesa Marina de Grecia, duquesa de Kent (tía de la reina Isabel II) y prima hermana del duque Felipe de Edimburgo (marido de la reina Isabel II). Su madre también es prima segunda de la reina Sofía y del príncipe de Gales. Por lo cual Catherine y Felipe VI de España y Guillermo de Cambridge son primos terceros.
Después de un primer matrimonio anulado a los nueve días, Catherine se casó con el actor Casper Van Dien (nacido en 1968) y tienen dos hijos en común. El matrimonio se divorció en 2015. Tuvo a su primera hija con William Weitz Shaffer (nacido en 1946) de nombre India, quien estuvo recluida en la secta NXIVM. Catherine y sus hijos residen en Malibú. Su residencia ha quedado destruida por los incendios de California de 2018.

## Carrera
Catherine estudió arte dramático en Estados Unidos y alcanzó la popularidad con su papel de Amanda Carrington en la serie de televisión Dinastía.

## Trabajos publicados
- Captive: A Mother's Crusade to Save Her Daughter from a Terrifying Cult (2018), escrito con Natasha Stoynoff.[3] ISBN 9781982100650